# Sputnjik 2
Sputnjik 2 (ruski: Спутник-2, u znacenju "Satelit 2") bio je drugi satelit u zemljinoj orbiti, te prvi koji je ponio životinju - psa Lajku. Lansiran je 3. studenog 1957.
Sonda je građena u obliku stošca, visokog oko 4 m, s bazom promjera 2 m. Sadrzavala je nekoliko odjeljaka za radio odašiljace, sustav telemetrije, programsku jedinicu, sustav za kontrolu temperature i regeneraciju kabine, te znanstvene isntrumente. U odvojenoj kabini bio je pas Lajka.
Biološki podaci i tehnički podaci o letjelici transmitirani su uz pomoć telemetrijskog sustava Tral D, koji je slao podatke jednom u svakoj orbiti, u trajanju od po 15 minuta.
Od znanstvenih instrumenata, sonda je sadržavala 2 fotometra koji su mjerili sunčevo zračenje (ultraljubičasto i X-zrake) i kozmičke zrake. Na sondi nije bilo kamere.

## Tehnički podaci
Sputnjik 2 je lansiran na raketi ICBM R-7 (sličnoj onoj na kojoj je lansiran Sputnjik 1), u orbitu 212 x 1660 km s periodom od 103.7 minuta.
Nakon ulaska u orbiti, vrh letjelice je uspješno odbačen, no jezgra bloka A se nije odvojila kako je bilo planirano. Ovo je onemogućilo termalnu komtrolu sustava, a kasnije otpadanje dijela toplinske izloacije podiglo je temperaturu na oko 40 °C. Vjeruje se da je zbog toga Lajka živjela samo nekoliko sati, umjesto predviđenih 10 dana.
Nakon 158 dana u orbiti, 14. travnja 1958., Sputnjik 2 je ušao u atmosferu

## Lajka
Psić Lajka, lansiran u Sputnjiku 2, bio je prvo živo biće koje je poslano u Zemljinu orbitu.

## Sputnjik 2 i Van Allenovi pojasevi
Sputnjik 2 otkrio je zemljin vanjski pojas zračenja iznad sjevernog ledenog pojasa , no važnost otkrića nije odmah prepoznata. Australijski znanstvenik Harry Messel uhvatio je signale s letjelice, no Sovjeti mu nisu htjeli poslati kod a Australci nisu htjeli poslati podatke s letjelice. Tijekom misije Sputnjik 3, suradnja je ostvarena, a rezultati su potvrdili otkrića Van Allenovih pojaseva, koje su Amerikanci već bili otkrili uz pomoć svojih satelita Explorer 1, 3 i 4.